# دوري إستونيا الممتاز 1994–95
دوري إستونيا الممتاز 1994–95 (بالإستونية: Meistriliiga 1994/95)‏ هو الموسم 4 من  دوري إستونيا الممتاز. أشرف على تنظيمه اتحاد إستونيا لكرة القدم، وكان عدد الأندية المشاركة فيه  8، وفاز فيه نادي فلورا.